# (7043) Godart
(7043) Godart es un asteroide perteneciente al cinturón de asteroides descubierto el 2 de septiembre de 1934 por Eugène Joseph Delporte desde el Real Observatorio de Bélgica, en Uccle.

## Designación y nombre
Godart fue designado inicialmente como 1934 RB.
Más tarde, en 1996, se nombró en honor del matemático belga Odon Godart (1913-1996).

## Características orbitales
Godart orbita a una distancia media del Sol de 2,245 ua, pudiendo alejarse hasta 2,663 ua y acercarse hasta 1,826 ua. Tiene una excentricidad de 0,1865 y una inclinación orbital de 5,997 grados. Emplea en completar una órbita alrededor del Sol 1228 días. El movimiento de Godart sobre el fondo estelar es de 0,2931 grados por día.

## Características físicas
La magnitud absoluta de Godart es 13,1 y el periodo de rotación de 8,453 horas.